# 焖烧 (饮食)

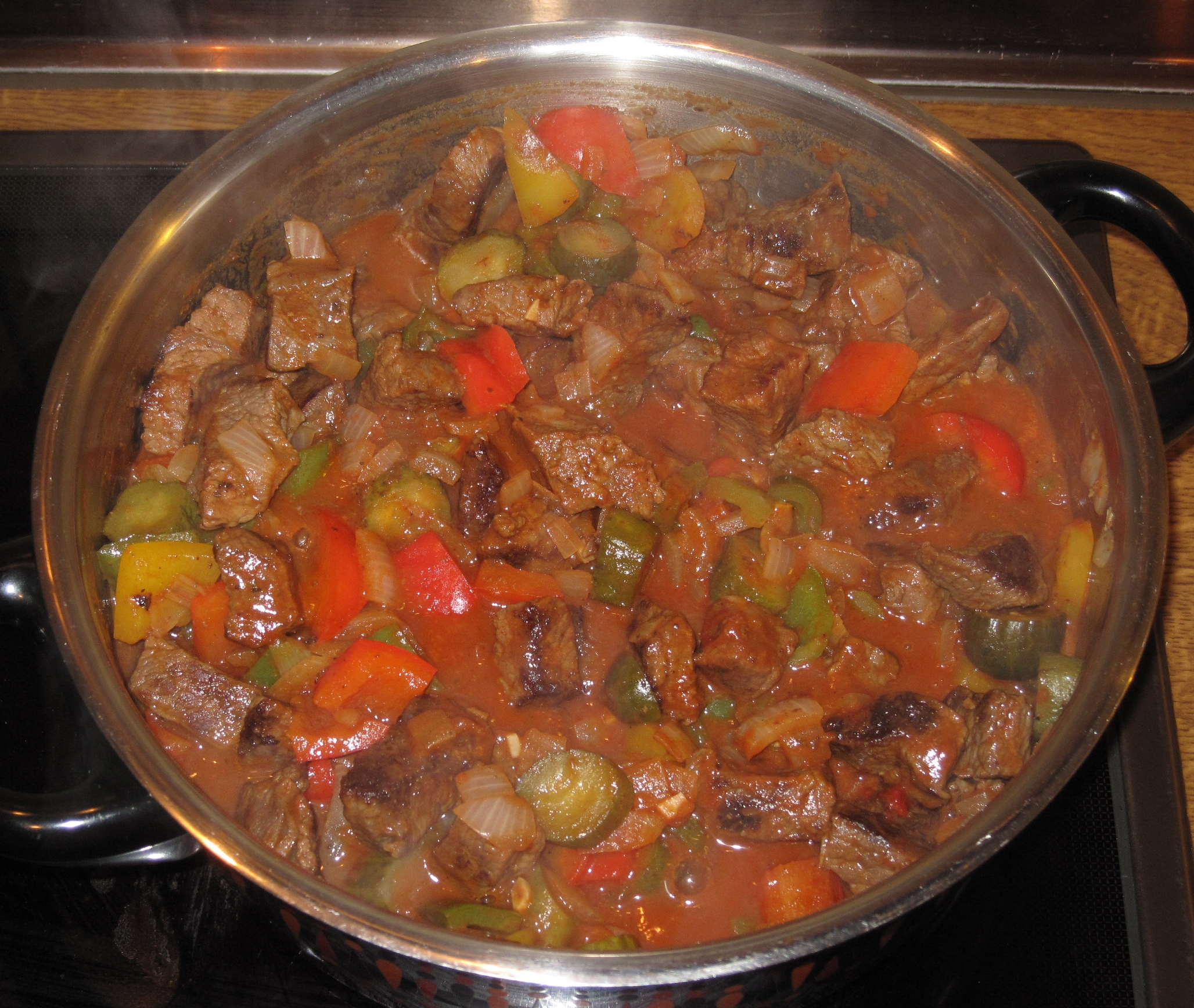
烧

烧是烹调方法之一。是先将主料用煮、炒、煎、炸等方法烹熟后，加调味品和清汤，煮沸后用中到小火烧入味至酥烂，再旺火收汤。有的时候勾芡，不勾芡者称为乾烧。烧和「焖」的主要区别在于焖使用的火力要小，汤量更大，而且一般不勾芡。
烧的分类有：红烧、白烧、乾烧（常见于川菜）、葱烧。这种烹调的特点是油大、酥烂、味道厚重、口味鲜鹹。例子：红烧肉、葱烧蹄筋、乾烧鱼、火腿烧白菜。

## 名稱
經常誤稱為「悶燒」——燃燒時只冒煙而沒有火光的一種傳遞能量的方式（注意「悶」「燜」區別）。

## 常見器具
- 燜燒鍋
- 燜燒杯

## 类似的烹调方法
- 酥：加入醋、糖、香油，小火焖制。其中主料先过油者称为硬酥，不过油为软酥。例如酥鱼。

## 引用文獻
1. ↑  高慧然. . 香港蘋果日報名采論壇. 2018-05-29  [2020-06-11]. （原始内容存档于2020-06-10）.